# ماتئو میگوئز
ماتئو میگوئز (انگلیسی: Mateo Míguez؛ زادهٔ ۱۱ مهٔ ۱۹۸۷) بازیکن فوتبال اهل اسپانیا است.
از باشگاه‌هایی که در آن بازی کرده‌است می‌توان به باشگاه فوتبال سلتاویگو و باشگاه فوتبال پومفرادینا اشاره کرد.